# ساهارا داونپورت
ساهارا داونپورت (به انگلیسی: Sahara Davenport) (زاده ۱۷ دسامبر ۱۹۸۴-درگذشته ۱ اکتبر ۲۰۱۲) زن‌پوش، رقصنده، چهره‌پرداز آمریکایی بود.